# Fluorosi
La fluorosi è l'effetto dell'assunzione a lungo termine di quantitativo eccessivo di fluoro durante la fase di amelogenesi nei denti permanenti.

## Caratteristiche
È caratterizzata da una discromia intrinseca, primitiva, endogena, quindi non eliminabile con l'igiene professionale. La sua caratteristica principale è l'ipomineralizzazione dello smalto, di conseguenza la matrice interprismatica dello smalto risulta difettosa.
L'attività ameloblastica risulta danneggiata dall'eccessiva incorporazione di fluoro, ed il rischio di fluorosi dello smalto è limitata ai bambini d'età minore di 8 anni; lo smalto, da quel momento, non è più suscettibile poiché la sua maturazione pre-eruttiva è completata. Anche nelle forme severe la fluorosi è considerata un'alterazione estetica e non funzionale; alcune persone decidono di modificare questa situazione con trattamenti conservativi o protesici estetici.

## Cause
La fluorosi è un disturbo che si sviluppa in seguito a un'assunzione prolungata ed eccessiva di fluoruro durante lo sviluppo dello smalto, ma la severità della condizione dipende dalla dose, dalla durata e dal periodo di somministrazione. Le principali fonti di esposizione sono l'elevata concentrazione di fluoro nell'acqua potabile e l'uso inappropriato di integratori fluorati.
In condizioni fisiologiche, il fluoro non è dannoso per la salute dei denti. Anzi contribuisce al rafforzamento dello smalto dentale, poiché si lega agli altri minerali presenti, migliorandone la resistenza all’azione acida dei batteri. Tuttavia, un’eccessiva assunzione di fluoro può interferire con i processi di mineralizzazione dello smalto, determinando alterazioni sia estetiche che funzionali.
In aree dove la concentrazione di fluoro nell'acqua potabile supera le 10 parti per milione, si registra un rischio significativamente maggiore di fluorosi. Anche in assenza di elevate concentrazioni di fluoro nell'acqua, un consumo non controllato di integratori fluorati può rappresentare un fattore di rischio, soprattutto nei bambini, il cui organismo è più sensibile.

## Classificazione
Secondo la classificazione di Dean del 1943 si riconoscono sei gradi di gravità (a differenza della precedente versione che ne prevedeva 7) 
- Condizione di normalità: lo smalto è traslucido e presenta la normale struttura vitreiforme e un colore bianco crema.
- Fluorosi leggera: nello smalto ci sono delle leggere alterazioni della translucidità, variabili da piccoli puntini a macchie bianche.
- Fluorosi molto lieve: piccole aree bianche opache distribuite in modo irregolare sul dente, ma che non coinvolgono più del 25% della superficie dentale.
- Fluorosi lieve: le aree bianche opache nello smalto sono più estese, ma non coinvolgono più del 50% delle superfici dentali.
- Fluorosi moderata: tutte le superfici dello smalto sono coinvolte e sono presenti dei pigmenti brunastri.
- Fluorosi grave o severa: tutte le superfici dello smalto sono affette da ipoplasia così accentuata che può influenzare anche la forma dei denti andando incontro a frattura. I denti possono assumere un aspetto corroso e pigmenti marroni sono diffusi lungo tutta la superficie dentale.